# Ficção de Polpa
Ficção de Polpa é uma antologia brasileira de contos de literatura de gênero, em referência a antigas revistas de banca em estilo pulp, organizada por Samir Machado de Machado e editada pela Não Editora. Com quatro volumes publicados até 2011, constitui-se na primeira série de antologias originais publicadas no Brasil e a mais antiga em atividade. Diversos autores já participaram da antologia, entre eles Carol Bensimon, Antônio Xerxenesky, Octavio Aragão, Roberto de Sousa Causo, Carlos Orsi Martinho, Sérgio Napp e outros.

## Contexto
A coleção caracteriza-se por fazer referências visuais à antigas revistas pulp, por publicar tanto autores estreantes como escritores já conhecidos, e por trazer um capítulo intitulado “faixa bônus”, com traduções originais de autores pulp.
Os três primeiros volumes foram voltados para contos de terror, ficção científica e fantasia, trazendo como “faixa bônus” contos de H.P. Lovecraft, Stanley G. Weinbaum e William Hope Hodgson, respectivamente. O quarto volume, publicado em 2011, intitulado Ficção de Polpa: Crime!, é dedicado à literatura policial e traz como bônus um conto de Ernst Bramah.

## Adaptações para outras mídias
O Desvio, de Antônio Xerxenesky, publicado no primeiro volume, foi adaptado pela RBS TV em 2007 em um curta-metragem homônimo, com direção de Fernando Mantelli.
Traz Outro Amigo Também, de Yves Robert, publicado no segundo volume, foi adaptado pela RBS TV em 2010 em curta-metragem homônimo, com direção de Frederico Cabral.